# Arcipelago Guaitecas
L'arcipelago Guaitecas (in spagnolo: Archipiélago de las Guaitecas o Islas Guaitecas) è un gruppo di isole del Cile meridionale, nell'oceano Pacifico, che fa parte dell'arcipelago dei Chonos. Appartiene alla regione di Aysén e alla provincia di Aisén; le isole sono amministrate dal comune di Guaitecas.

## Geografia

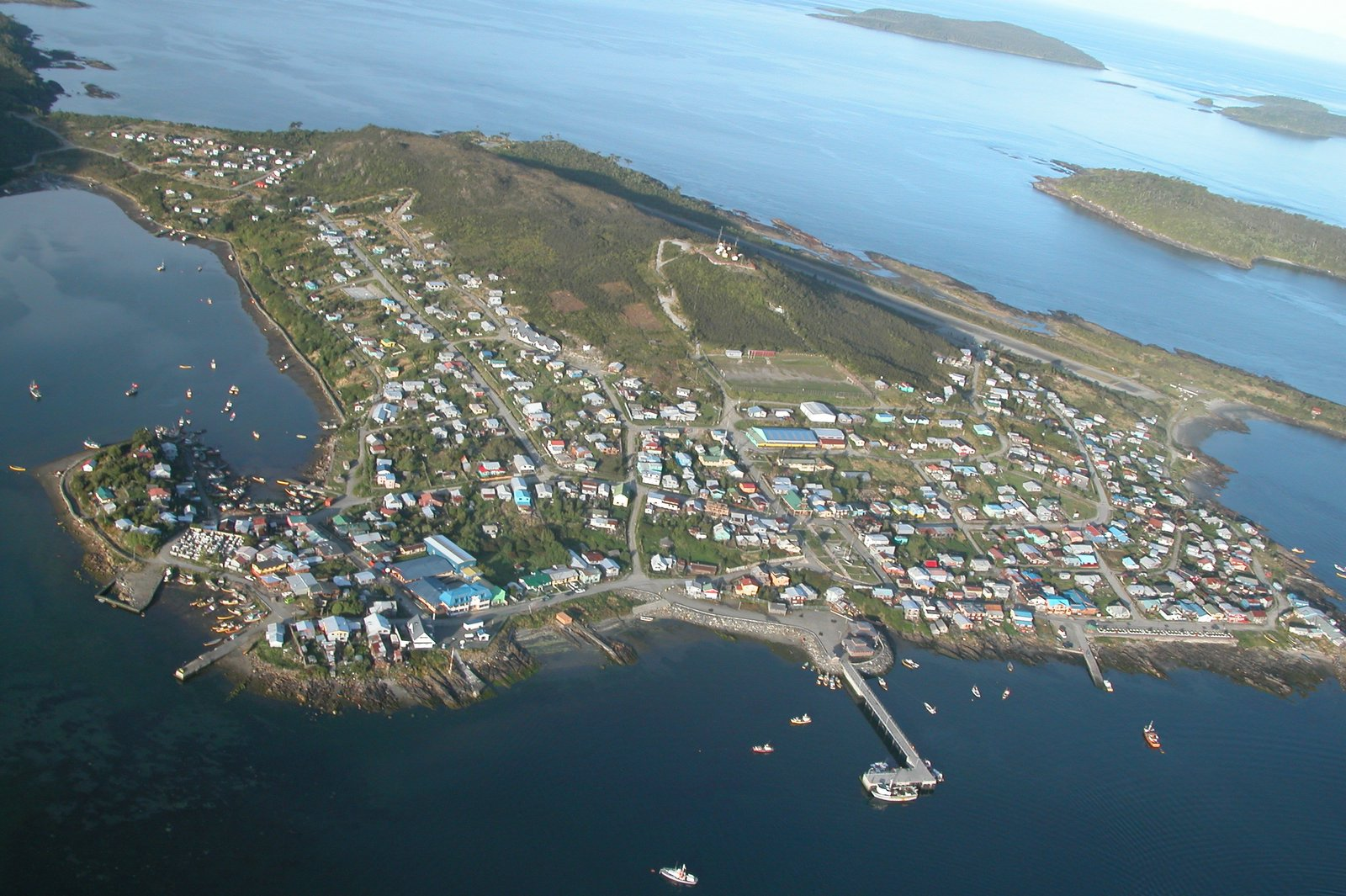
Melinka

L'arcipelago Guaitecas è formato da numerose isole di varie dimensioni. Si trova nella parte più settentrionale dell'arcipelago dei Chonos ed è separato dal continente dal canale Moraleda (a est); a nord il golfo del Corcovado lo separa dall'arcipelago di Chiloé. A ovest si affaccia sull'oceano Pacifico. L'unico centro abitato delle Guaitecas e di tutto l'arcipelago dei Chonos è Melinka, capoluogo del comune, situato sull'isola di Ascensión. L'arcipelago ha una superficie di 621 km² e contava 1 473 abitanti al censimento del 2012.
Prende il nome da queste isole il cipresso delle Guaitecas.

### Le isole maggiori
- Ascensión, a est di Gran Guaiteca. Sulla sua costa sud-orientale si trova il villaggio di Melinka, dotato di un aeroporto[3].
- Betecoi, situata a sud-est di Gran Guaiteca, ha un'altezza di 290 m.
- Clotilde, si trova a sud di Ascensión.
- Elvira, a est di Laucayec.
- Gran Guaiteca, la maggiore isola dell'arcipelago, ha una superficie di 241 km²; il punto più alto è il monte Trau con i suoi 148 m.
- Leucayec, seconda per grandezza dopo Gran Guaiteca, ha una superficie di 130 km² e conta il punto più alto di tutto l'arcipelago: il cerro Mantán, 410 m.
- Islas Manzano, gruppo di isole minori a nord di Leucayec: Aguda, Campos, Julia, Luisa, Loquitos, Tea e Yates.
- Mulchey, a sud-est di Laucayec ed Elvira.